# Vrakuňa

Městská část v rámci Bratislavy

Vrakuňa (maďarsky: Vereknye, německy: Fragendorf) je městská část Bratislavy ležící na obou březích Malého Dunaje. Leží na východ od centra Bratislavy na cestě vedoucí přes Malý Dunaj na Žitný ostrov.

## Historie
První písemná zmínka o osadě Verekne (Vrakuňa) pochází z roku 1290, kdy osada založená v roce 1279 dostala název podle svého majitele Lörince Verekenyiho, který v té době získal královský majetek. Od konce 14. století obec postupně přecházela do majetku města Bratislavy.
V polovině 19. století měla Vrakuňa již 69 domů, 451 obyvatel, převážně maďarské národnosti. 
Koncem 19. a začátkem 20. století se do Vrakuně přistěhovalo mnoho nových obyvatel. Jejich počet vzrostl za padesát let na 742. Věnovali se většinou zelinářství a chovu dobytka, jehož množství vzrostlo až čtyřnásobně. Do roku 1940 se počet obyvatel obce zvýšil na 1232 a počet domů na 249. Celková rozloha katastru byla 1 013 ha.
V roce 1948 byla obec úředně přejmenována z Verekne na Vrakuň a do roku 1971 byla samostatnou obcí.  1. ledna 1972 se stala součástí hlavního města SSR Bratislavy a od roku 1990 je jednou ze 17 městských částí Bratislavy.

## Národnostní složení
| sčítání | počet obyvatel | v %     | v %    | v %   | v %    | v %    | v %     | v %        |
| sčítání | počet obyvatel | Slováci | Maďaři | Němci | Rusíni | Romové | ostatní | nezjištěno |
| ------- | -------------- | ------- | ------ | ----- | ------ | ------ | ------- | ---------- |
| 1880    | 470            | 8,9     | 74,7   | 12,1  |        |        | 4,3     |            |
| 1890    | 514            | 3,9     | 86,4   | 9,7   |        |        |         |            |
| 1900    | 599            | 3,0     | 89,8   | 6,7   |        |        | 0,5     |            |
| 1910    | 742            | 2,4     | 91,4   | 6,2   |        |        |         |            |
| 1930    | 958            | 9,1     | 85,6   | 4,5   |        |        | 0,8     |            |
| 1970    | 1833           | 54,5    | 41,9   | 1,1   |        |        | 2,4     |            |
| 1991    | 18201          | 86,1    | 8,6    | 0,3   | <0,1   | 0,5    | 2,8     | 1,7        |
| 2001    | 18386          | 88,2    | 6,9    | 0,3   | 0,1    | 0,1    | 1,9     | 2,4        |
| 2011    | 19177          | 90,3    | 4,8    | 0,3   | 0,2    | 0,2    | 2,1     | 2,2        |

## Starostové
| Působení | Působení | Jméno           |
| Od       | Do       | Jméno           |
| -------- | -------- | --------------- |
| 1998     | 2002     | Ľudmila Lacková |
| 2002     | 2006     | Ľudmila Lacková |
| 2006     | 2010     | Ladislav Fatura |
| 2010     | 2014     | Ľudmila Lacková |
| 2014     | 2018     | Martin Kuruc    |
| 2018     | (2022)   | Martin Kuruc    |

## Galeria

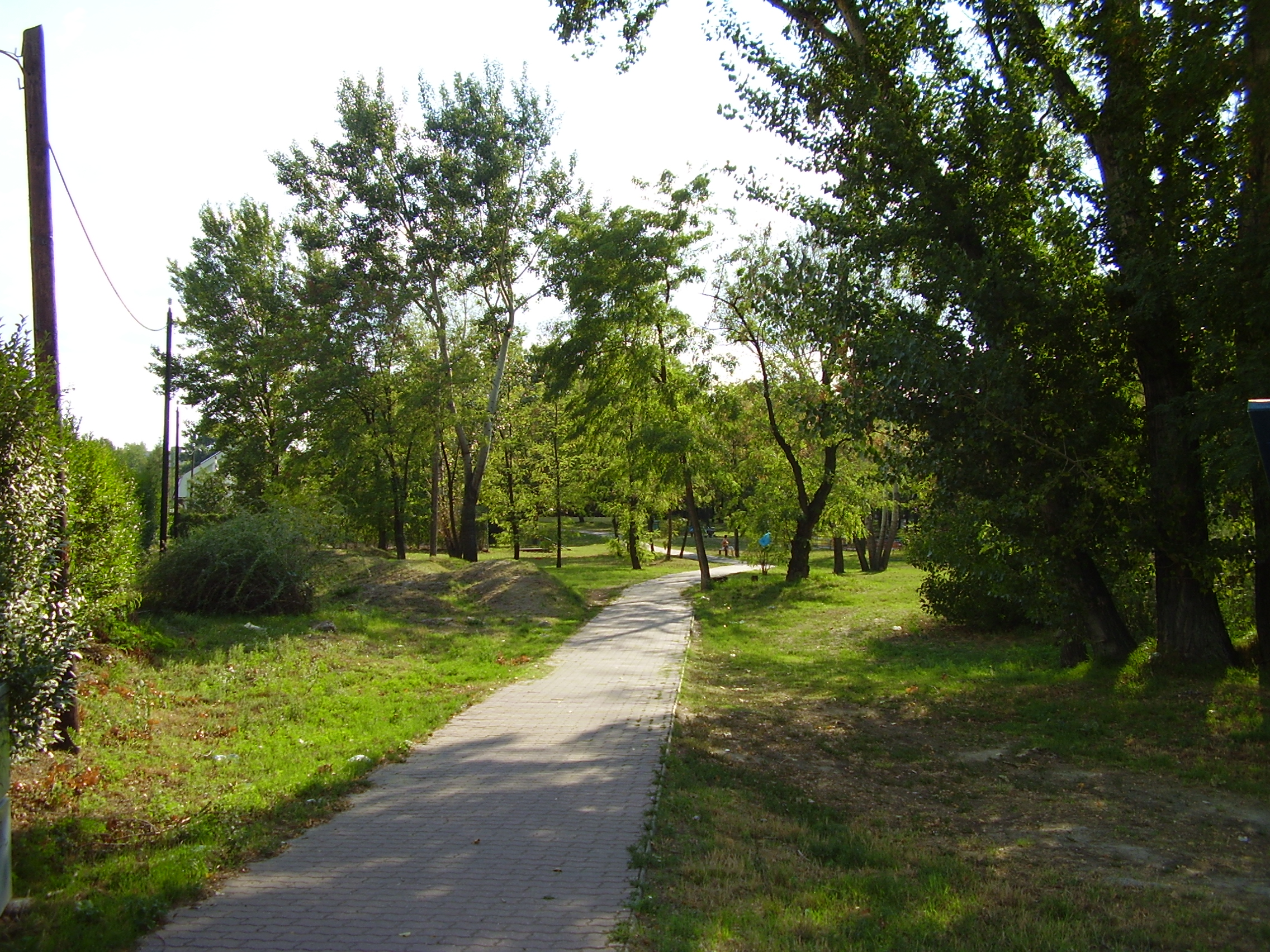
Lesopark Vrakuňa
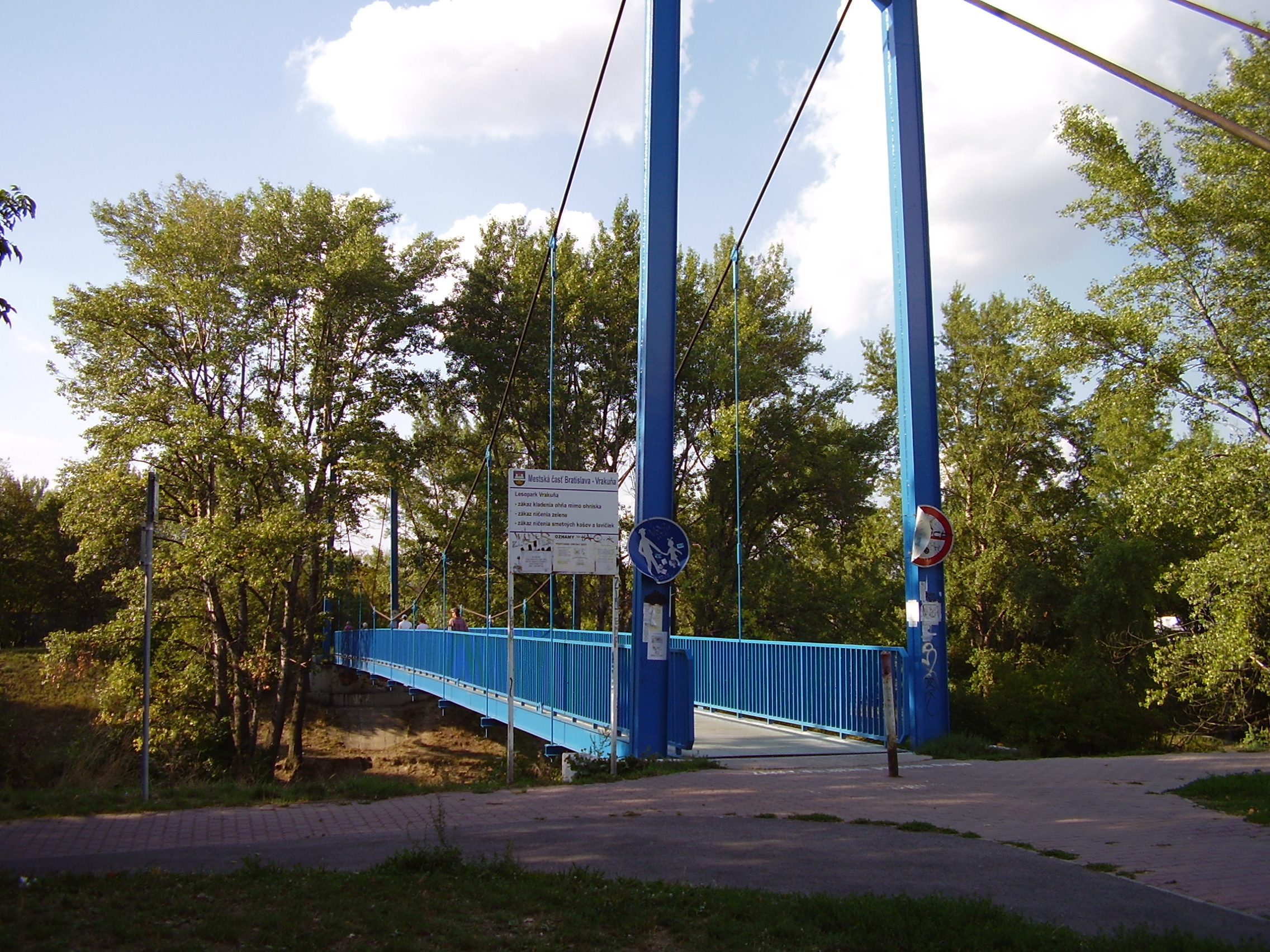
Visutý most přes Malý Dunaj
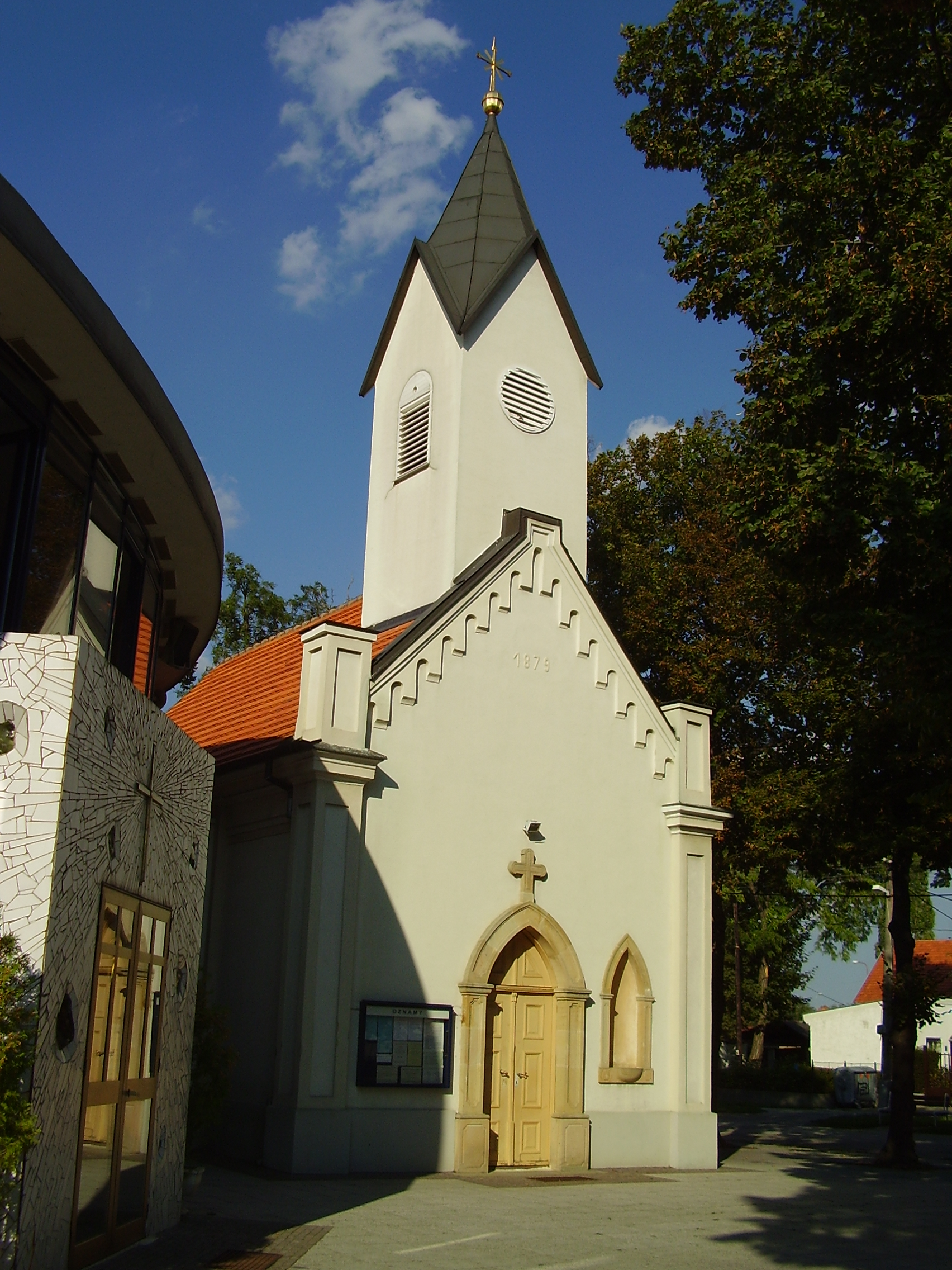
Kostel Jména Panny Marie ve Vrakuni